# Marko Klok
Marko Klok (ur. 14 marca 1968 w Monnickendam) – były holenderski siatkarz, reprezentant kraju, grający na pozycji przyjmującego, a później libero. Wicemistrz olimpijski 1992. Uprawiał również siatkówkę plażową. W 1995 r. został mistrzem Europy w parze z Michielem van der Kuipem. 
W sezonie 2011/12 był trenerem belgijskiego VC Lennik.